# Grand Theft Auto V
Grand Theft Auto V (скор. GTA V) — пригодницька відеогра 2013 року, розроблена Rockstar North та видана компанією Rockstar Games. Події відбуваються у вигаданому штаті Сан-Андреас, концепція якого заснована на південній Каліфорнії. Сюжетна лінія веде за трьома злочинцями, які перебувають під тиском урядового відомства та авторитетних кримінальних фігур. Дизайн відкритого світу дозволяє гравцям вільно переміщуватися по місцевості Сан-Андреаса та вигаданому місту Лос-Сантос, на базі Лос-Анджелеса.
Гра відбувається з виглядом від третьої, або першої особи, а її світом подорожують пішки або на транспорті. Гравці керують трьома головними героями протягом однокористувацької гри та перемикаються між ними, як під час місій, так і поза ними. Історія зосереджена на послідовних крадіжках, а багато місій передбачають стрілянину та керування транспортом. Система «розшуку» регулює агресію правоохоронців на злочини, які вчинив гравець. Grand Theft Auto Online — онлайн мультиплеєр, який дозволяє до 30 гравцям брати участь у різноманітних кооперативних та конкурентних режимах гри.
Розробка гри розпочалася незабаром після виходу Grand Theft Auto IV і була розділена між багатьма студіями Rockstar по всьому світу. Команда розробників отримала досвід від багатьох своїх попередніх проектів, таких як Red Dead Redemption та Max Payne 3, і розробила гру навколо трьох головних героїв, щоб внести інновації в структуру попередніх проєктів. Значна частина робіт з розробки складала створення відкритого світу, а кілька членів команди провели польові дослідження по Каліфорнії, щоб зняти кадри для дизайнерської команди. Саундтрек гри має оригінальні мелодії, складені командою продюсерів, яка співпрацювала протягом декількох років. Гра вийшла у вересні 2013 року для PlayStation 3 та Xbox 360, у листопаді 2014 для PlayStation 4 і Xbox One та у квітні 2015 для Microsoft Windows. Версії для PlayStation 5 та Xbox Series X вийшли наприкінці 2021 року.
Сильно розрекламована і широко очікувана, гра побила рекорди продажів в галузі та стала найшвидше продаваним розважальним продуктом в історії, заробивши 800 мільйонів доларів у перший день та 1 мільярд доларів за перші три дні. Вона отримала визнання критиків, які виділили її геймплей за трьох персонажів, дизайн, відкритий світ та презентацію. Однак були і суперечки, пов'язані зі змалюванням насильства та жінок. Вважається однією із найвизначніших ігор сьомого та восьмого поколінь консолей та однією з найкращих відеоігор коли-небудь зроблених, вона отримала визнання в кінці року, включаючи нагороди «Гра року» від багатьох ігрових видань. Це друга найпродаваніша відеогра усіх часів із понад 140 мільйонами проданих примірників, та один з фінансово найуспішніших розважальних продуктів усіх часів, який заробив близько 6 мільярдів доларів.

## Ігровий процес

Ігровий процес.

### Протагоністи
Вперше в історії серії в грі присутні відразу три головні герої (Франклін, Майкл та Тревор) між якими можна перемикатися майже в будь-який час. У деяких місіях доступно два гравці, в деяких місіях гравця перекидає на інших персонажів скриптом. Вибір персонажа здійснюється за допомогою кругового селектора, де нижній четвертий сектор відведений для персонажа, створеного гравцем в Grand Theft Auto Online. Всього в грі 62 основні місії і безліч побічних. Так як місії з пограбуванням можна проходити декількома способами і в грі є 3 кінцівки, то кількість основних місій збільшується до 69.

### Спец. здібності головних героїв
Вперше в серії головні персонажі мають спеціальні навички, що дають їм перевагу над іншими героями. У Франкліна — уповільнення часу під час їзди в транспорті, що дає перевагу в маневреності. Щоб заповнити шкалу умінь Франкліна, треба набрати на транспорті максимальну швидкість, уникати аварій або їздити по зустрічній смузі. У Майкла — уповільнення часу під час стрілянини, що полегшує прицілювання. Для заповнення шкали навичок Майкла потрібно їздити на високій швидкості, усунути противника в ближньому бою або вбити пострілом у голову. У Тревора — припадки сказу, завдяки яким він завдає ворогам вдвічі більше шкоди, а сам отримує вдвічі менше. Шкала навичок Тревора заповнюється, коли він вбиває супротивників, робить постріли в голову, їздить на високій швидкості і отримує утрату.

### Статистика персонажів
Майкл, Франклін і Тревор починають гру з різним набором персональних показників. У міру того як герої набираються досвіду, ростуть і їх показники, а це, у свою чергу, покращує їх навички, підвищує швидкість реакції і витривалість. Чим частіше гравець застосовує навичку, тим швидше росте відповідний показник. Наприклад, якщо Майкл політає на вертольоті, у нього підвищиться показник польоту. Причому персональні показники індивідуальні для кожного з героїв, тобто, якщо Франклін буде багато кататися на автотранспорті, показник водіння підвищиться тільки у нього, у Майкла і Тревора ця характеристика залишиться незмінною.
- Спецздібність. При її використанні буде поступово підвищуватися відповідний показник, а разом з ним зросте і швидкість заповнення шкали спецздібності.
- Витривалість. Підвищена витривалість дозволяє герою довше бігати, плавати і кататися на велосипеді, перш ніж він втомиться, але якщо продовжувати виснажувати себе, герой почне втрачати здоров'я. При виконанні цих дій даний показник зростає.
- Стрільба. Високий показник стрільби зменшує віддачу всіх видів зброї і робить героя більш влучним, крім того, герой зможе носити більше боєприпасів і швидше перезаряджатися. Чим більше цілей вразить гравець, особливо пострілом в голову, тим сильніше виросте його показник. Щоб швидше його підвищити, гравцеві треба буде відвідувати тир і проходити випробування на влучність.
- Сила. Підвищена сила дозволяє наносити більше шкоди в рукопашному бою, швидше дертися по сходах, отримувати менше шкоди при падінні, аварії, вибуху або загоряння, а також дозволяє герою сильніше бити по м'ячу під час гри в гольф або теніс. Щоб підвищити цей показник, гравець повинен брати участь у бійках і займатися спортом.
- Прихованість. Чим вищий показник прихованості, тим менше шуму видає герой при переміщенні в звичайному і сховищі режимі, крім того, це дозволяє швидше пересуватися у сховищі режимі. Даний показник зростає швидше, якщо часто використовувати потайне переміщення і вбивати ворогів.
- Політ. При низькому показнику польоту, все пілотовані героєм транспортні засоби сильніше схильні турбулентності. Високий показник полегшує пілотування і забезпечує більш м'яку посадку. Даний показник впливає на управління всіма видами повітряного транспорту. Чим частіше герой літає, тим вище показник. Щоб швидше його підвищити, гравець повинен відвідати льотну школу.
- Водіння. Високий показник водіння полегшує керування транспортним засобом у повітрі і при їзді на задньому колесі. Чим більше часу герой проводить за кермом, тим швидше росте цей показник, особливо якщо гравець часто встає на заднє колесо або здійснює стрибки на машині, приземляючись на всі чотири колеса.
- Об'єм легенів. Великий обсяг легких означає, що герой може довше перебувати під водою. Чим частіше гравець пірнає під воду, тим швидше підвищується цей показник.

### Місце дії
Місцем дії Grand Theft Auto V стало вигадане місто Лос-Сантос (англ. Los Santos), прототипом якого є Лос-Анджелес. Лос-Сантос вперше з'явився в одній з попередніх ігор серії — Grand Theft Auto: San Andreas, що вийшла в 2004 році. У грі крім самого міста, також присутні прилеглі території сільської місцевості, гір, лісів, пагорбів, і пляжів, у грі отримали назву «округ Блейн». Також є окремий ігровий простір — вигаданий штат Північний Янктон (англ. North Yankton); ймовірно, пародія на реально існуючий штат Північна Дакота поблизу з канадським кордоном. У цьому штаті лише одне похмуре місто — Людендорф. У Північний Янктон не можна потрапити, виняток становлять дві сюжетні місії, дія яких розгортається на початку гри безпосередньо в Людендорфі. Вся карта Лос-Сантоса та його околиць відкрита гравцям із самого початку. У січневому випуску журналу Game Informer за 2012 рік було опубліковано інтерв'ю з Деном Хаузером, де він розповів, що розмір карти в GTA V буде дуже великим. На ділі ж карта GTA V приблизно в 7,5 разів більше Ліберті-Сіті GTA IV, в 3,5 рази більше штату Сан-Андреас з GTA: SA, в 9 разів більше ігрового світу GTA: Vice City, в 14,6 разів більше карти GTA III і в 4 рази більше карти Red Dead Redemption. У Лос-Сантосі можна не тільки губити своє здоров'я, але і відновлювати його, займаючись йогою з персональним тренером Фабіеном Ларуша, тріатлоном, катанням на гідроциклі, бейсджампінгом, тенісом, в тренажерному залі і граючи в гольф на великих полях Country Club.

### Карта і радар
Вперше в серії радар має прямокутну форму і змінює кут перегляду карти в залежності від положення камери. Якщо персонаж отримує які-небудь фізичні ушкодження, радар охоплює червоний градієнт. Внизу радара розташувалися шкали, що показують рівень здоров'я, спецздібності і броні. Також залишився з часів GTA IV GPS, що прокладає найкоротший маршрут, враховуючи напрямок руху дороги, якщо ви сіли в транспортний засіб. На початку гри показана тільки та частина карти, яку ви досліджували. У міру вивчення ігрового світу, ви зможете повністю побачити карту.
Всього в грі 39 районів.

### Озброєння та спорядження
Список офіційно підтвердженої зброї в Grand Theft Auto V:
Зброя ближнього бою
- Кулак
- Кастет a
- Розбита пляшка a
- Автоматичний складний ніж a b c
- Кинджал a
- Ніж
- Мачете a c
- Сокира c
- Бойова сокира a b c
- Ручний ліхтар a b c
- Молоток a
- Лом
- Кий a b
- Поліцейська палиця
- Клюшка для гольфу
- Бейсбольна бита
- Трубний ключ a b
- Кам'яна сокира a b c

Пістолети
- Тазер
- Сигнальний пістолет a b
- SNS Pistol a
- SNS Pistol Mk II a b c
- Вінтажний пістолет a
- Бойовий пістолет
- AP Pistol
- Beretta 92 a b c
- Taurus PT92 a b c
- Chiappa Rhino a b c
- Desert Eagle
- Colt M1892 a b
- Thompson/Center Contender a
- Бластер a b c

Пістолети-кулемети
- IMI Mini Uzi
- Heckler & Koch MP5
- FN P90

Рушниці
- Mossberg 590 Cruiser
- Обріз
- Kel-Tec KSG

Автомати
- Norinco Type 56-2
- IMI «Compact Tavor» CTAR-21
- Heckler & Koch HK416

Ручні кулемети
- MG (прототипи: кулемет Калашникова, Ручний кулемет Дегтярьова)
- M249 SAW

Снайперські гвинтівки
- Accuracy International AWM L115A3
- Barrett M82A1

Важка зброя
- GE M134 Minigun («Мініґан»)
- РПГ-7
- Milkor Mark 14 MGL

Метальна зброя
- Коктейль Молотова
- Сльозогінний газ
- Гранати
- Липка вибухівка

Інше
- Парашут
- Бінокль
- Каністра з бензином
- Бронежилети

a↑ Доповнення

b↑ Доступно тільки у GTA Online

c↑ Доступно у розширеній версії(PC, PS4, Xbox One)

### Увага поліції
Якщо за гравцем починається гонитва, радар починає блимати червоно-синім кольором. У GTA IV на радарі чітко визначалася зона, вийшовши з якої, можна скинути зірки розшуку. У GTA V ж ця зона не відзначена, але якщо піти на достатню відстань і сховатися із зони видимості, радар перестане блимати, а зірки розшуку почнуть мерехтіти. Чим менше часу залишилося до успішного відходу від погоні, тим більше інтервал між мерехтінням зірок. Якщо потрапити в зазначену на радарі зону видимості поліцейських машин або вертольота, гонитва відновиться, але якщо пересісти на інший транспорт і не догодити в полі зору поліцейських, будуть шанси успішно втекти від переслідування. Всього в грі можна отримати 5 зірок розшуку — за угон і вибух автомобілів, вбивство перехожих і співробітників поліції, використання гранат, вибухівки та інші протизаконні дії. За проникнення або проліт над військовою базою і в'язницею гравець отримує 4 зірки розшуку.
При отриманні 1 зірки розшуку за гравцем починає переслідування невелика група поліцейських машин. Якщо почати тікати з місця злочину на очах у поліцейських, гравець тут же отримує 2 зірки розшуку. При отриманні 2 зірок розшуку група переслідуючих машин збільшується; поліцейські машини частіше зустрічаються на найближчих дорогах. На 3 зірці розшуку до пошуків приєднується вертоліт, а кількість поліцейських машин також зростає, на дорогах шикуються барикади з поліцейських машин. При отриманні 4 зірок розшуку, на гравця починають полювати співробітники FIB (ігрова пародія на FBI) і вертольоти, якщо намагатися втекти від погоні на повітряному транспорті. Після отримання останньої, 5 зірки розшуку, гравця переслідує величезне число поліцейських. 6 зірка розшуку, яка була в GTA IV, прибрана, однак у гру повернулися танки і армія.

### Підводний світ
Якщо ж в попередніх іграх серії підводному світу практично не приділялася увага, то в GTA V він деталізований не гірше, ніж суша. Його можна дослідити, займаючись дайвінгом або керуючи батискафом. На дні океану по всій карті розкидані різні об'єкти — уламки корабля, документи і т. д., які потрібно буде зібрати в побічних місіях. Також в океані можна знайти затонулий НЛО.

### Крамниці та розваги
Витратити незаконно зароблені гроші або ж просто розслабитися в Лос-Сантосі можна по-різному:
- Взяти в прокат велосипед в Mr. Spoke Bike Rentals на Веспуччі-бич і ухилятися від туристів і машин
- Купити абсолютно легально трохи марихуани в медичних цілях на Веспуччі-бич в Smoke On The Water
- Прикупити собі повітряне судно в Elitas Travel, лідері онлайн-продажів літальних апаратів для приватного сектора
- Зміцнити і зберегти сімейні відносини у прославленого психотерапевта та медійної фігури Ісайї Фридлендера, з чийого кабінету відкривається чудовий краєвид на узбережжі Пасіфік-Блаффс
- Замазати свої комплекси чорнилом в тату-салоні Ink Inc
- Розміняти гроші в Limited Gasoline, адже у них каси завжди забиті під зав'язку
- Змінити свій образ до невпізнання в перукарні Herr Kutz
- Відвідати Виноградник Мерлоу, розташований у виноробному районі на північ від Лос-Сантоса
- Обзавестися машиною мрії у Legendary Motorsport, провідного постачальника найексклюзивніших автомобілів
- Виділити свою машину серед інших за допомогою Los Santos Customs. Після модифікації транспорт стає вашою особистою власністю
- Заспокоїти себе покупкою новенької бронетехніки на сайті Warstock Cache & Carry
- Купити біологічно чистої їжі для вашого вихованця в Animal Ark
- Захистити себе і своїх близьких, купивши кілька гармат в Ammunation
- Перевірити свої навички стрільби, влаштувавши полювання на тварин у Блейн-Каунті
- Помилуватися красивими дівчатками в стриптиз-клубі Vanilla Unicorn
- Оновити свій гардероб в Suburban, Robynson's та інших магазинах одягу

### Місце дії гри
Місцем дії Grand Theft Auto V стало вигадане місто Лос-Сантос (англ. Los Santos), прототипом якого є Лос-Анджелес. Лос-Сантос вперше з'явився в одній із попередніх ігор серії — Grand Theft Auto: San Andreas, що вийшла в 2004 році. У грі також окрім самого міста, присутні прилеглі території сільської місцевості, гір, лісів, пагорбів і пляжів. Однак інших великих міст штату Сан-Андреас не буде. У січневому випуску журналу Game Informer за 2012 рік було опубліковано інтерв'ю з Деном Хаузером, де він розказав, що розмір мапи в GTA V буде дуже великим.

### Тварини
Всього в GTA V є 15 видів тварин із повноцінним штучним інтелектом.
У жодній з ігор Grand Theft Auto не було повноцінних NPC тварин, окрім птахів, дельфінів, черепах і риб. Першою грою від Rockstar Games з повноцінними із своїм штучним інтелектом став вестерн з відкритим світом Red Dead Redemption, анонсований у 2010 році. У першому трейлері GTA V можна побачити двох собак.
11 липня 2013 року японський ігровий журнал Famitsu опублікував статтю, в якій японці поділилися інформацією стосовно домашніх та диких тварин в грі. Стало відомо, що в гравця буде собака на ім'я Чоп (англ. Chop), гравець зможе кастомізовати пса: міняти нашийник, аксесуари та інше. Також пса можна загубити, якщо не стежити за ним.
Пес на ім'я Чоп може не тільки загубитися, а й померти з голоду чи загинути. Але ви можете купити нових тварин в зоо-магазинчиках по всьому Лос-Сантосу. М'ясо пристрелених тварин можна продавати фабрикам або фермам.

### Grand Theft Auto Online

Логотип

Grand Theft Auto Online (абр. GTAO) — багатокористувацький режим гри Grand Theft Auto V.
В інтерв'ю порталу IGN в березні 2012 року Ден Хаузер розповів про деякі особливості багатокористувацького режиму Max Payne 3. Він відзначив, що як і в Max Payne 3, в GTA V буде доступна система «банд» (англ. crews) — аналог звичайних кланів, які гравці зможуть організувати за допомогою мережевого сервісу. Також він заявив, що важливість багатокористувацької гри за останні кілька років зросла в рази, тому Rockstar Games має намір активно розвивати мережеві аспекти своїх ігор.
Але, багатокористувацька гра не була розділена на клани. Усі гравці починали гру самі. Але можна було оформити вступ у деякі організації, які створювали інші гравці. Також можна було виконувати різні завдання, створити свою компанію, придбати нерухомість тощо.
Одним з ключових елементів геймплея і нововведень GTA V є пограбування банків. Пограбування можна зробити декількома способами, підібравши відповідну команду, яка в залежності від своїх можливостей потребують більший відсоток від вкрадених грошей. Але малодосвідчені і недорогі члени команди можуть підвести гравця у відповідальний момент і гравець може втратити частину вкраденого. Можна зробити наліт на звичайний магазин або інкасаторський фургон, якщо треба заробити по-швидкому.

### Інші особливості
В інтерв'ю Game Informer, продюсер і головний дизайнер місій — Імран Сарвар, розповів, що GTA V включає більше 1000 модифікацій для автомобілів і байків.
Можна використовувати банкомати для перевірки рахунку героїв, а також у ролі Майкла банкомати можна зламувати у вигляді міні-гри. Інтернет кафе зникли, замість них ввійти в мережу можна з мобільного телефону. Тут можна дивитися відео, заходити в соціальні мережі та інше. Свій автомобіль можна покинути посеред дороги, однак його може забрати евакуатор. Отримати авто назад можна заплативши необхідну суму (або вкрасти).
На внутрішньоігрових сайтах www.bawsaq.com і www.lcn-exchange.com можна стежити за курсом акцій і брати участь у торгах. Можна шантажувати приватні компанії та особи інсайдерською інформацією, тим самим усунувши конкурентів або просто їх купити.
Як і в попередніх іграх серії, в GTA V присутній мобільний телефон, але він використовуватиметься для будь-яких дій. Також телефон можна використовувати для доступу в інтернет. Функціональність суттєво змінена, в порівнянні з телефоном в GTA IV.
Присутня можливість дивитися телевізор, де йтимуть різні телепередачі.

## Сюжет

### Дія
Сюжет закручений навколо бажання людей отримувати більше грошей у вигаданій версії Південної Каліфорнії. 2004 рік, Людендорф, Північний Янктон. Професійні грабіжники і кращі друзі — Майкл Таунлі, Тревор Філіпс і Бред Снайдер здійснюють наліт на місцевий банк. Пограбування не вдається, і в результаті всі троє офіційно вважаються імовірно мертвими.
Через дев'ять років Майкл зі своєю родиною проживає в місті Лос-Сантос, штат Сан-Андреас, під псевдонімом де Санта, після укладення таємної угоди з агентом Федерального Бюро з розслідувань (ФРБ), Дейвом Нортоном, щоб залишатися непоміченим. Майкл має напружені відносини з сім'єю: його дружина Аманда постійно витрачає його гроші і зраджує йому, син Джиммі схиблений на відеоіграх і вживає наркотики, а дочка Трейсі намагається потрапити в телебачення, зокрема в порно-індустрію. Майкл ходить на сеанси до психотерапевта Ісаї Фрідлендер, який, на його думку, йому зовсім не допомагає.
На вулиці до Майкла звертаються двоє афроамериканців — Франклін Клінтон і його друг Ламар Девіс — і питають адресу одного будинку. Вони викрадають у власника цього будинку два спорткара для роботодавця Франкліна Симона Етаряна — господаря автосалону. У салоні Симон продає в кредит позашляховик синові Майкла Джиммі. Але незабаром Симон доручає Франкліну викрасти машину з дому Майкла «за прострочення». Франклін пробирається в будинок і викрадає машину. Але на задньому сидінні виявляється Майкл, який приставляє пістолет до голови Франкліна і змушує в'їхати у вітрину автосалону Етаряна. Майкл лупцює Симона за шахрайство, Франклін втрачає роботу.
Франклін пропонує свої послуги Майклу. Сина Майкла, Джиммі, викрадають якісь бандити разом з яхтою Майкла, яку Джиммі намагався їм продати. Майкл з Франкліном рятують Джиммі, але яхту упускають. Майкл, застукавши Аманду в ліжку з її тренером з тенісу, женеться за ним разом з Франкліном до його будинку і, прив'язавши опори будинку до свого пікапу, обрушує його на землю. Але з'ясовується, що це був будинок подруги ватажка мексиканського мафії в Лос-Сантосі, Мартіна Мадрасо. Майкл винен за ремонт два з половиною мільйони, і йому доводиться повернутися до пограбувань. Він знаходить свого старого друга, Лестера Хреста. Франклін також допомагає своєму другові Ламару, який пов'язаний з угрупованням Chamberlain Gangster Families, якій протистоїть банда Ballas. З в'язниці повертається один з почесних членів Families, Гарольд «Стретч» Джозеф, з яким Франклін має напружені відносини. Також Ламар віддає Франкліну під опіку свого пса Чопа.
Майкл і Лестер готують пограбування ювелірного магазину «Vangelico». Разом з Франкліном і іншими членами банди Майкл здійснює наліт на магазин і виносить близько п'яти мільйонів доларів. Він розплачується з Мартіном, і разом з Франкліном вирішує залягти на дно.
Але під час пограбування Майкл видає себе своєю фразою, яку сказав у Людендорфі у 2004-му: «Кожен день ти забуваєш тисячу дрібниць. Нехай це буде одна з них». За цією фразою його впізнає Тревор Філіпс, який в цей час, займаючись сексом з наркоманкою-байкершею Ешлі Батлер, дивився репортаж новин про пограбування. Тревор живе в Сенді-Шорс, невеликому містечку в окрузі Блейн. Він має власну наркокомпанію «Тревор Філіпс Індастріз». Але на його шляху встають байкери «Пропащі», які, після розвалу клубу в Ліберті-Сіті, перебралися до округу Блейн. Ситуація досягає свого апогею, коли Тревор в пориві люті вбиває їхнього президента, Джонні Клебіца, який вирішив розібратися з Тревором через почуття до Ешлі. Також бізнесу Тревора заважає латиноамериканське угруповання Varrios Los Aztecas, яка нападає на його наркофабрику. Тревор відбиває напад і вбиває ватажка банди — Ортегу. З Тревором починає працювати Тао Чен, син Вея Чена, ватажка тріади в Сан-Андреасі. Але його переманюють в свій бізнес конкуренти Тревора, брати О'Ніл. Тревор знищує їх будинок. О'Ніл і Вей Чен, яким вдалося врятуватися, жадають помсти (останній же, батько Тао, бажає цього через те, що вони втратили покупця через Філліпса).
За допомогою свого друга Уейда Тревор знаходить Майкла в Лос-Сантосі. Друзі возз'єднуються, але мають напружені відносини — Тревор вважає Майкла зрадником, за те, що він інсценував смерть і сховався з грошима. Майкл зустрічається з Дейвом Нортоном і його колегою Стівом Хейнсом і, за їх дорученням, з Тревором і Франкліном рятує потрібну ФРБ людину, Фердинанда Керімова, з будівлі ЦУР (ігрова пародія на ЦРУ). Потім, під керівництвом Тревора, герої крадуть у військової охоронної організації Merryweather секретну зброю, яку, втім, доводиться повернути. Майкл свариться з сім'єю, і Аманда з дітьми йдуть від нього. Майкл, Тревор і Франклін за дорученням ФРБ грабують інкасаторський фургон з грошима, і Майкл знайомиться з Девіном Вестоном, багатим бізнесменом, який доручає героям вкрасти для нього кілька рідкісних машин. Вестон представляє Майкла Соломону Річардсу, знаменитому кінорежисерові, який пропонує де Санті бути продюсером його нового фільму.
Майклу дзвонить Мартін Мадрасо, і пропонує йому роботу. Разом з Тревором він підриває реактивний літак і краде з нього цінні папери для Мадрасо. Але Мартін відмовляється платити, і Тревор, щоб помститися, викрадає його дружину Патрицію, з якою у нього згодом виникають романтичні стосунки. Майклу і Тревору доводиться на час покинути місто, і вони поселяються в трейлері Філіпса в Сенді-Шорс. Тревор зі своїм другом Роном викрадає літак Merryweather зі зброєю, але його підбивають винищувачі. Разом з Майклом і Франкліном Тревор вбиває братів О'Ніл, які лишилися живими. Потім вони роблять наліт на банк в Палето-Бей, але більша частина вирученого віддається ФРБ. Для розплати з Мадрасо Майкл і Тревор грабують поїзд Merryweather. Нарешті, разом з Дейвом Нортоном і Стівом Хейнсом, вони крадуть нейротоксин з військової лабораторії. Тревор повертає дружину Мартіну, Майкл повертається в місто.
Герої готуються до головного пограбування в грі — пограбування Федерального сховища. Тревор раптово задається питанням, хто знаходиться в могилі Майкла Таунлі замість нього. Тревор вирішує дістатися до Людендорфа, щоб все дізнатися. Майкл в гонитві за ним також летить в Янктон. Тревор розкопує могилу і знаходить в ній тіло Бреда. Раптово з'являються бандити Вея Чена. Тревор тікає, Майкл ж потрапляє в полон до китайців. Франклін тим часом доставляє все машини Вестону, але Девін відмовляється платити. За допомогою Лестера Франклін знаходить Майкла і рятує його. Майкл повертається на кіностудію. Девін Вестон намагається заволодіти новим фільмом Річардса, але Майкл зупиняє його. За допомогою доктора Фридлендера, Майкл возз'єднується з сім'єю. Разом з Франкліном Майкл здійснює наліт на будівлю ФРБ і краде цінні файли для Нортона і Хейнса. Нортон призначає зустріч Майклу, яка виявляється засідкою агентів ФРБ, ЦУР і Merryweather, організованою Стівом Хейнсом. За допомогою несподіваної появи Тревора, Майкл і Дейв рятуються.
Тим часом Друг Франкліна, Ламар, потрапляє в полон до Ballas на тартаку у Палето-Бей. За допомогою Майкла і Тревора Франклін рятує Ламара. Як з'ясовується, за цим стояв Стретч, який зрадив банду і переметнувся до Ballas. Стів Хейнс і Дейв Нортон доручають Франкліну вбити Тревора, який є великою проблемою для них. Майкл і Джиммі направляються на прем'єру фільму Соломона Річардса «Катастрофа», продюсером якого є Майкл. Але на особняк Майкла нападають агенти Merryweather, найняті Девіном Вестоном. Майкл вбиває всіх агентів і рятує сім'ю. Герої роблять наліт на Федеральне сховище, і виносять зливки золота сумою в 200 мільйонів доларів. До Франкліна ж приходить Девін Вестон і доручає вбити Майкла.
Після чого перед гравцем стоїть вибір: або вбити Тревора, або вбити Майкла, або врятувати обох. Це друга гра серії GTA (після GTA IV), яка передбачає не одне закінчення сюжету.
Кінцівка 1: Вбити Тревора (Something Sensible). Франклін вирішує вбити Тревора за наказом ФРБ. Майкл неохоче погоджується допомогти. Франклін призначає Філіпсу зустріч на околиці міста. Дізнавшись про наміри Клінтона, Тревор намагається втекти, Франклін намагається наздогнати його. Погоню перериває Майкл, який збиває пікап Тревора, і той врізається в цистерну з бензином. Бензин розливається, і поранений Тревор вивалюється з машини. Франклін стріляє в нього або в бензин (якщо Франклін довго не стрілятиме, то це зробить Майкл), і Тревор згорає заживо. Майкл і Франклін зберігають дружні стосунки, але опції гуляти один з одним більше немає.
Кінцівка 2: Вбити Майкла (The Time's Come). Франклін вирішує вбити Майкла за наказом Девіна Вестона. Франклін звертається за допомогою до Тревора, але він відмовляється допомогти. Франклін призначає Майклу зустріч на околиці міста. Дізнавшись про наміри Клінтона, Майкл намагається втекти, Франклін намагається наздогнати його. Майкл намагається втекти на будівельних риштуваннях сільської електростанції, але Франклін наздоганяє його і скидає з вишки (є опція врятувати Майкла, але він сам відпустить руку і впаде). Тревор і Франклін розривають стосунки.
Кінцівка 3: Врятувати обох (The Third Way). Франклін звертається до Лестера за допомогою. Той пропонує заманити агентів ФРБ і Merryweather в ливарну на околиці міста, де нібито буде переплавлятися золото, вкрадене з Федерального сховища. Франклін також кличе на допомогу Ламара. Герої збираються в ливарні і розправляються з усіма прибулими агентами. Після бійні вони вирішують покінчити з усіма своїми ворогами: Девіном Вестоном, Стівом Хейнсом, Веем Ченом і Стретчем; Лестер знаходить їх розташування. Майкл вбиває Стретча, Франклін вбиває Вея Чена, Тревор вбиває Стіва Хейнса і викрадає Девіна Вестона з його особняка за містом, попутно розправившись з агентами Merryweather, що охороняють особняк. Тревор відвозить Девіна до обриву неподалік від Палето-Бей, після чого герої зіштовхують машину з Вестоном в воду, і вона вибухає. Герої вирішують залишитися друзями, хоча Тревор так і не прощає Майклу його вчинок.

### Персонажі

#### Головні герої
У Grand Theft Auto V три головних героя з несхожими історіями. У кожного героя свої риси характеру, хобі, коло інтересів, друзі та певні навички і навіть власна анімація ходіння. Гравці зможуть перемикатися між цими персонажами в будь-який момент, спільно виконуючи ними завдання. За словами розробників, Майкл був першим придуманим героєм, після був створений Тревор, Франклін став останнім.
- Майкл Де Санта — колишній грабіжник банків, йому за 40. Одружений, перебуває з дружиною Амандою у ворожих стосунках, має двох дітей-підлітків (Трейсі та Джиммі). Майкл бажає забути кримінальне минуле, стати сім'янином, ростити дітей і повністю змінитися, тому він переїжджає до Лос-Сантос. Але його гроші закінчуються і він знову повертається в кримінальне життя. Унікальне вміння — уповільнення часу під час стрільби.
- Тревор Філіпс — старий друг Майкла, раніше грабував банки разом з Майклом. Колишній військовий льотчик, який підсів на наркотики, психічно неврівноважений. Має напружені стосунки з Майклом. Унікальне вміння — може впадати в лють, яка дозволяє завдавати подвійних ушкоджень і зменшити власні ушкодження на половину.
- Франклін Клінтон — 25 річний злодій-початківець, раніше працював у вірменському автосалоні. Намагається вирватися із життя в гетто. Унікальне вміння — уповільнення часу під час їзди.

#### Інші персонажі
- Лестер Крест (англ. Lester Crest) — друг Майкла, Тревора та Франкліна, допомагає їм в плануванні пограбувань. Лестер має надлишкову вагу і є інвалідом. Має великий досвід в комп'ютерних технологіях.
- Ламар Девіс (англ. Lamar Davis) — друг Франкліна, член вуличної банди «Сім'ї». Має пса Чопа.
- Девін Вестон (англ. Devin Weston) — впливовий мільярдер. Один із двох головних антагоністів у грі.
- Стів Хейнс (англ. Steven Haines) — відомий агент FIB (аналог ФБР).
- Девід Нортон (англ. David Norton) — агент FIB, працює на Стівена Хейнса.
- Аманда Де Санта (англ. Amanda De Santa) — дружина Майкла. Аманда в напружених відносинах зі своїм чоловіком, так як вона витрачає багато грошей і зраджує Майклу.
- Трейсі Де Санта (англ. Tracey De Santa) — дочка Майкла. Хоче будь-яким способом потрапити на телебачення. Має погані відносини з батьками, з якими бувають сварки.
- Джеймс «Джиммі» Де Санта (англ. James De Santa) — син Майкла. Хлопець років 20, лінивий, днями грає у відеоігри, вживає наркотики.
- Бредлі «Бред» Снайдер (англ. Bradley "Brad" Snider) — старий друг Майкла і Тревора. Вбитий під час пограбування в Північному Янктоні.
- Рональд «Рон» Яковскі (англ. Ronald "Ron" Jakowski) — друг Тревора. Живе з ним в окрузі Блейн-Кантрі в містечку Піщані Береги.
- Вейд Геберт (англ. Wade Hebert) — друг Тревора.
- Гарольд Джозеф (англ. Harold "Stretch" Joseph) — старий друг Ламара і Франкліна. З останнім панує взаємна неприязнь. Може бути одним із антагоністів (в залежності від кінцівки).
- Мартін Мадразо (англ. Martin Madrazo) — мексиканський бізнесмен і голова наркокартелю Мадразо.
- Соломон Річардс (англ. Solomon Richards) — продюсер із Vinewood'у, власник Richards Majestic.
- Вей Чен (англ. Wei Cheng) — лідер тріад в Лос-Сантосі.
- Моллі Шульц (англ. Molly Schultz) — старший віце-президент і головний юрисконсульт в компанії Девіна Вестона.

## Розробка
Rockstar North почала розробку Grand Theft Auto V у 2008, після релізу Grand Theft Auto IV. Розробка відбувалася командою з понад 1,000 людей, включно з основною командою Rockstar North та штатом з дочірніх компаній Rockstar Games розкиданих по всьому світу. Власний двигун Rockstar Advanced Game Engine (RAGE) був значно перероблений щоб покращити можливості рендеру дистанції відмальовки. Додаткові рушії Euphoria та Bullet були використані для додаткової анімації та інших завдань для візуалізації. Будучи вже знайомими з графічними можливостями консолей PlayStation 3 and Xbox 360, Rockstar були спроможні витискати з них ще кращі графічні можливості ніж у попередніх іграх. Аналітична оцінка комбінуючи розробку гри та маркетинг оцінюють її бюджет у більш ніж 265 мільйонів доларів, роблячи Grand Theft Auto найдорожчою грою за весь час.
Відкритий світ був змодельований за прикладом Південної Каліфорнії та Лос-Анджелесу. Основні члени команди виробництва ігрового світу виїжджали у регіони для дослідження і робили фото та відео зйомку. Проєкція Google Map була використана для того щоб розробити дороги Лос-Анджелесу. Щоб відобразити демографію Лос-Анджелесу розробники вивчали дані перепису населення та дивились документальні фільми про місто. Команда відзначала що створення відкритого світ було найбільш вимогливими аспектом виробництва гри з технічної точки зору.

## Саундтрек
Список офіційно підтверджених пісень у Grand Theft Auto V:
- The Small Faces — «Ogdens Nut Gone Flake» (1968)
- Golden Earring — «Radar Love» (1973)
- Waylon Jennings — «Are You Sure Hank Done It This Way» (1975)
- Rick James — «Give It To Me Baby» (1981)
- Queen — «Radio Ga Ga» (1984)
- Stevie Wonder — «Skeletons» (1987)
- MC Eiht — «Streiht Up Menace» (1993)
- Warren G feat. Nate Dogg — «Regulate» (1994)
- Britney Spears — «Gimme More» (2007)
- Fergie feat. Ludacris — «Glamorous» (2007)
- Enrique Iglesias feat. Pitbull — «I Like It» (2010)
- Jay Rock feat. Kendrick Lamar — «Hood Gone Love It» (2011)
- The Game — «Ali Bomaye» (2012)
- The Chain Gang Of 1974 — «Sleepwalking» (2013)

Усього в грі 17 радіостанцій з різноманітною музикою.

## Оцінки
| Агрегатор    | Оцінка                                             |
| ------------ | -------------------------------------------------- |
| GameRankings | (PS3) 97,05% (X360) 96,56 % (PS4) 96 % (XONE) 98 % |
| Metacritic   | (X360) 97/100 (PS3) 97/100 (PS4/XONE) 96/100       |

| Видання                      | Оцінка  |
| ---------------------------- | ------- |
| Computer and Video Games     | 10/10   |
| Edge                         | 10/10   |
| Eurogamer                    | 9/10    |
| Game Informer                | 9,75/10 |
| GameSpot                     | 9/10    |
| GamesRadar+                  | [ 30 ]  |
| GameTrailers                 | 9,8/10  |
| IGN                          | 10/10   |
| Joystiq                      | [ 33 ]  |
| Official Xbox Magazine (США) | 10/10   |
| Play                         | 97/100  |

Загалом більшість авторитетних видань і сайтів високо оцінили Grand Theft Auto V.

## Нагороди і рекорди
- В жовтні 2012 року, коли Grand Theft Auto V знаходилась ще в стадії розробки, гра була відзначена тридцятою щорічною британською ігровою премією Золотий джойстик-2012 (англ. «Golden Joystick Awards») в категорії «Найочікуваніший проект»[36][37].
- Також в жовтні 2013 року гра була відзначена ігровою премією Золотий джойстик-2013 (англ. «Golden Joystick Awards») в категорії «Гра року».
- Також Grand Theft Auto V потрапила в Книгу рекордів Гіннеса одразу в декількох номінаціях[38]:
  - Гра, яка за короткий термін (за 3 дні) принесла прибуток у розмірі 1 мільярда доларів.
  - Рекорд продажів відеогри в жанрі пригодницького бойовика за перші 24 години;
  - Відеогра, що стала хітом продажів за перші 24 години.
  - Трейлери з найбільшою кількістю переглядів серед усіх пригодницьких ігор.
  - Розважальний продукт, який за короткий термін приніс прибуток у розмірі 1 мільярда доларів.
  - Найкасовіша відеогра (у перші 24 години продажів).
  - Розважальний продукт, що приніс найбільшу виручку за перші 24 години продажів.